# Lhota u Vsetína
Lhota u Vsetína là một làng thuộc huyện Vsetín, vùng Zlínský, Cộng hòa Séc.